# Município de Williams (condado de Chatham, Carolina do Norte)
Localização da Carolina do Norte nos E.U.A.
O município de Williams (em inglês: Williams Township) é um localização localizado no  condado de Chatham no estado estadounidense da Carolina do Norte.

## Geografia
O município de Williams encontra-se localizado nas coordenadas 35° 50′ 14,87″ N, 78° 59′ 55,25″ O.